# Parco nazionale dell'Akagera

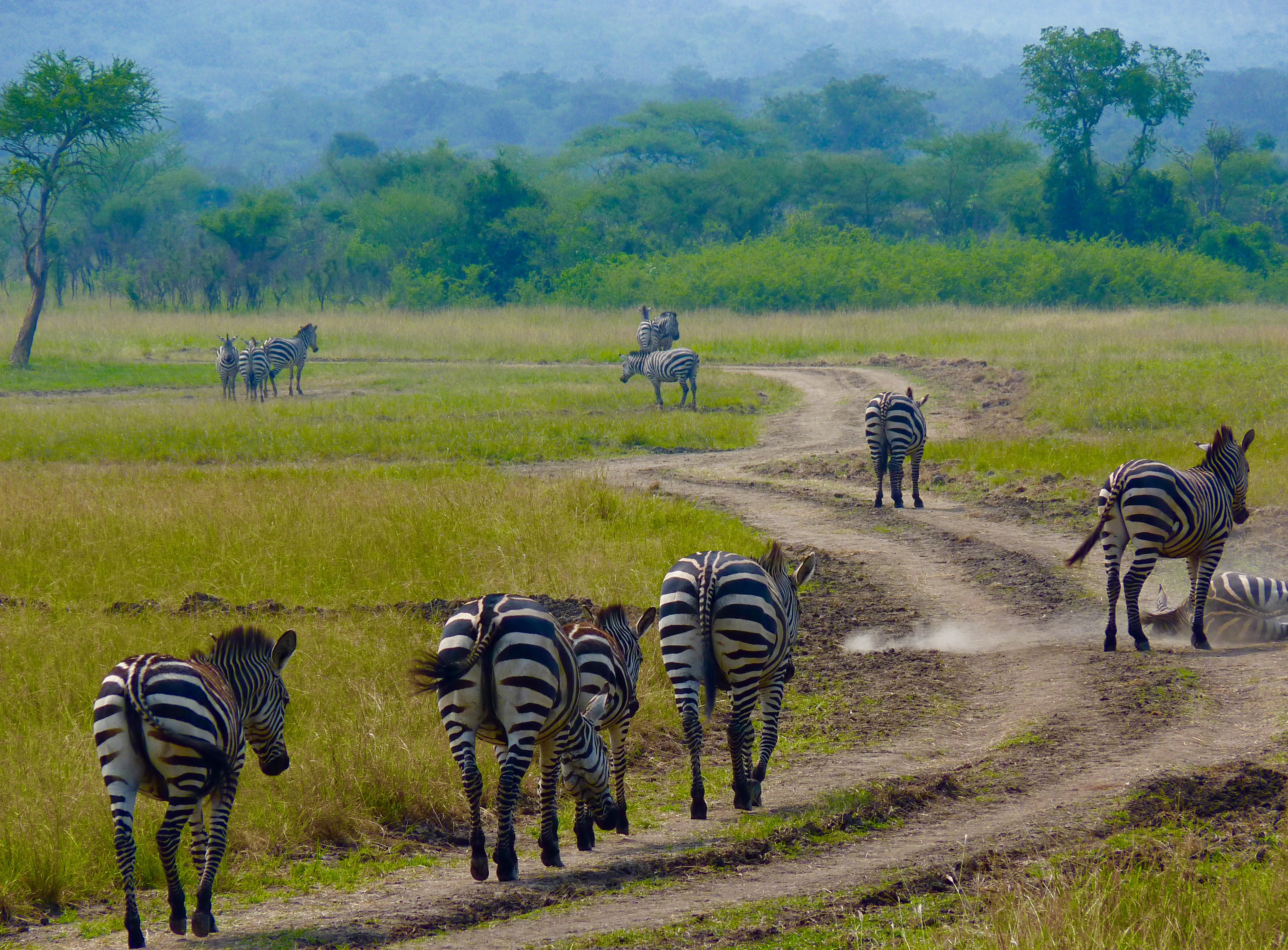
Parco nazionale dell'Akagera

Il parco nazionale dell'Akagera (in inglese Akagera National Park, in francese Parc National de l'Akagera) è un'area naturale protetta del Ruanda. Si trova nella parte nordorientale del paese, al confine con la Tanzania.

## Storia
Fondato nel 1934, inizialmente copriva un'area di 2.500 km², che si è andata progressivamente riducendo in seguito alla pressante richiesta di terra delle popolazioni della zona. 
Negli anni sessanta, il parco apparteneva a un vasto ecosistema che includeva anche la riserva faunistica di Kikagati (Uganda), il parco nazionale del lago Mburo, e le riserve faunistiche tanzaniane di Ibanda e Rumanyika, a loro volta collegate a quelle di Biharamulo e Burigi. Questo vasto ecosistema è oggi estremamente frammentato a causa del diffondersi nel territorio degli insediamenti umani e delle coltivazioni, che ostacolano gli spostamenti degli animali. 
Nel 1977, il governo ruandese ha ridotto l'estensione del parco da 2.500 a circa 1000 km², destinando all'agricoltura anche la vicina riserva di Mutara. Nonostante queste concessioni, la pressione da parte della popolazione locale non è diminuita, e ancora oggi molti pastori utilizzano le praterie del parco come pascoli per il proprio bestiame. Dopo la fine del genocidio ruandese, i profughi che rientravano in Ruanda dalla Tanzania e dall'Uganda hanno creato numerosi insediamenti all'interno dei confini del parco.

## Ambiente
Il parco si sviluppa attorno al fiume Kagera, da cui prende il nome, e comprende diversi tipi di habitat: savana, montagna e pianura alluvionale. Sono inclusi nel suo territorio diversi laghi, fra cui il Shakani e l'Ihema.
La fauna dell'Akagera comprende il topi, l'impala, la rarissima antilope roana, l'elefante, il bufalo, il rinoceronte nero, l'ippopotamo (rappresentato da una delle più grandi popolazioni dell'Africa Orientale), il coccodrillo, il leone, la giraffa, il leopardo e la iena maculata. L'avifauna comprende oltre 500 specie di uccelli.